# MasterChef Italia
MasterChef Italia è un programma televisivo italiano di genere talent show e culinario, versione italiana del format britannico MasterChef in onda nel 2011 su Cielo e dal 2012 su Sky Uno.
Il programma non presenta conduttori: le puntate sono introdotte e chiuse dalla voce fuori campo di Simone D'Andrea e commentate da una voce femminile (Luisa Ziliotto per le prime cinque edizioni, Stefania Nali per la sesta e la settima e Ilaria Egitto dall'ottava). Il lavoro dei concorrenti è giudicato da alcuni famosi professionisti del mondo della cucina e della ristorazione. I giudici attuali del programma sono tre: gli chef Bruno Barbieri, Antonino Cannavacciuolo e Giorgio Locatelli. Fino alla sesta edizione, lo chef Carlo Cracco ha ricoperto il ruolo di giudice. Nella settima edizione Cracco è stato sostituito dalla chef Antonia Klugmann, che dopo una sola edizione ha lasciato spazio a Locatelli. Fino alla quarta edizione i giudici erano tre, per poi diventare quattro dalla quinta edizione, con l'ingresso di Cannavacciuolo, e ritornare tre dalla nona edizione a seguito dell'addio del ristoratore italo-americano Joe Bastianich, in giuria dalla prima all'ottava edizione.
Dal 2016 il produttore è Endemol Shine Italy, che ha sostituito Magnolia. Allo show è collegato il programma MasterChef Magazine, in onda dal lunedì al venerdì sempre su Sky Uno, dedicato a ricette e segreti di cucina proposti dai concorrenti e dai giudici.
Tutti i vincitori si aggiudicano €100.000 in gettoni d'oro e la possibilità di pubblicare un libro (edito da Baldini+Castoldi) con le proprie ricette originali. Dall'undicesima edizione il vincitore ha avuto diritto anche a partecipare a un corso di cucina presso l'ALMA, la scuola internazionale di alta cucina italiana fondata dallo chef Gualtiero Marchesi. Nel corso delle edizioni i vincitori sono stati, nell'ordine, Spyros Theodoridis, Tiziana Stefanelli, Federico Ferrero, Stefano Callegaro, Erica Liverani, Valerio Braschi, Simone Scipioni, Valeria Raciti, Antonio Lorenzon, Francesco Aquila, Tracy Eboigbodin, Edoardo Franco, Eleonora Riso e Yi Lan "Anna" Zhang. 
Il successo della prima edizione ha portato, oltre all'immediata organizzazione della seconda, alla trasmissione sui canali di Sky Italia di varie altre edizioni estere del programma, il quale è stato inoltre oggetto di numerose parodie. Il successo delle edizioni successive sui canali Sky ha inoltre portato alla realizzazione di tre spin-off del programma, dedicati ai bambini, ai personaggi famosi e ai concorrenti che, nelle passate edizioni, si sono distinti per le proprie competenze, ma non hanno vinto l'edizione a cui hanno partecipato.

## Format
La trasmissione vede susseguirsi una serie di prove in cui i concorrenti devono dimostrare le proprie abilità in campo culinario. Queste comprendono conoscenza dei prodotti edibili, eccezionale inventiva e padronanza delle diverse ricette e tecniche di cottura; si richiedono inoltre tattica e capacità nel lavoro sia individuale che di squadra, spirito di adattamento in diverse situazioni e carisma umano.
In seguito ai casting da parte della produzione, vi è la fase delle Selezioni. Esse sono una serie di prove iniziali svolte da numerosi aspiranti cuochi; la loro impostazione è variabile edizione per edizione, ma, in generale, è composta da un primo svezzamento composto da una prova singola, a cui segue, da parte di ciascun concorrente, la presentazione di fronte ai giudici di un piatto personale. Il concorrente deve ottenere parere positivo da almeno due giudici nelle stagioni in cui sono tre e da almeno tre giudici nelle stagioni in cui essi sono quattro, per accedere alle successive prove che determineranno gli aspiranti chef (nelle prime due edizioni in numero di 18, nel resto 20, eccetto nella settima 22, e nella decima 21) a cui verrà consegnato un "grembiule bianco di MasterChef".
Il programma si imposta quindi sull'alternanza costante di due tipologie di episodio, differenziate dalle prove svolte in esse. La prima comprende la prova della Mystery Box e quella dell'Invention Test, l'altra è composta o dalla Prova in Esterna seguita dal Pressure Test (ed eventualmente da un ulteriore Duello) oppure, solo dalla nona edizione in poi, dallo Skill Test. Al termine di ciascun episodio si ha solitamente l'eliminazione di uno o più concorrenti.
È frequente la partecipazione di uno o più ospiti speciali, che possono spaziare tra celebrità, cuochi famosi a livello internazionale o amici e familiari dei concorrenti. Essi possono proporre le proprie prove, aiutare i concorrenti nelle preparazioni o eventualmente supportarli. La struttura delle prove è similare tra le diverse edizioni; in tutte le edizioni è stato proposto un Invention Test riguardante la pasticceria, molto temuto dalla maggior parte dei concorrenti del programma, e in occasione di tale prova, dalla seconda edizione in poi, è sempre stato presente come ospite Iginio Massari, uno dei pasticcieri italiani più rinomati nel mondo.
La sfida finale si è svolta in modo diverso nelle edizioni. Nella sesta edizione e dall'ottava edizione in poi i concorrenti finalisti sono stati tre, in tutte le altre edizioni due. Nelle prime due edizioni i finalisti dovevano preparare in due ore un classico menù con primo, secondo e dolce. Nella terza i finalisti hanno potuto farsi aiutare da due ex concorrenti come sous-chef, mentre dalla quarta alla nona cucinano da soli e presentano, in un tempo massimo di due ore e mezza, un menu "degustazione" che rappresenti la loro personalità e la loro idea di cucina, che può contenere quanti piatti desiderano e deve presentare degli elementi obbligatori. Nella decima edizione è stato ripristinato il classico menu con quattro portate, sempre in due ore e mezza di tempo.

### Prove
- Mystery Box: i concorrenti devono realizzare un piatto usando tutti o alcuni tra gli ingredienti trovati dentro ad una scatola, spesso con imprevisti e regole aggiuntive che rendono il tutto più difficoltoso, riguardanti la particolare tecnica di cottura oppure l'obbligatorietà o la proibizione dell'uso di un particolare ingrediente o attrezzo. I giudici, al termine della prova, passano tra le postazioni ad osservare i piatti, assaggiano solo i tre piatti che ritengono più interessanti e nominano l'aspirante cuoco vincitore della prova (scelto tra i tre migliori), che avrà un vantaggio nella prova successiva. La durata è variabile. La Mystery Box è l'unica prova in cui non vengono eseguite eliminazioni; l'unica eccezione è stata in una puntata di MasterChef Italia 3, con l’eliminazione di Margherita. Una novità introdotta nella tredicesima edizione è la Golden Pin: il concorrente migliore della prova otterrà una spilla dorata da attaccare al grembiule, e ne potrà usufruire a sua scelta prima degli assaggi delle prove ad eliminazione in modo da salvarsi direttamente.
- Invention Test: i giudici assegnano un tema da cui gli aspiranti cuochi devono partire e il vincitore della Mystery Box ha un vantaggio particolare, per esempio scegliere per sé stesso e per gli avversari l'ingrediente o il piatto con cui lavorare, ricevere consigli sulla preparazione o sugli ingredienti da un ospite (in genere un professionista particolarmente esperto di ciò che è oggetto della prova), poter favorire o mettere in difficoltà alcuni avversari, poter conquistare la possibilità di essere esentato dalla prova oppure avere un quantitativo di tempo a disposizione per scegliere gli ingredienti in dispensa superiore rispetto agli altri concorrenti. La durata di questa prova è variabile in base ai tempi di preparazione dei piatti da realizzare. Al termine i giudici assaggiano uno per uno tutti i piatti e nominano sia il vincitore (a volte può anche essere più di uno) della prova, sia i tre cuochi che hanno cucinato i piatti peggiori, il peggiore dei quali viene eliminato. Il vincitore o i vincitori dell'Invention Test diventano i capitani di brigata nella successiva Prova in Esterna. A volte gli eliminati possono essere due, o nessuno; in quest'ultimo caso o il peggiore viene mandato direttamente al Duello, saltando il Pressure Test, o tutti i tre peggiori vanno direttamente al Pressure Test.
- Prova in Esterna: nelle prime puntate gli aspiranti chef sono divisi in due brigate di cucina, di cui una indossa grembiuli blu e l'altra rossa, mentre nelle puntate finali i concorrenti, essendo rimasti in pochi, si sfidano tra di loro singolarmente. La prova consiste nel preparare dei piatti da servire in una particolare situazione, in una location esterna allo studio, spesso particolare. Il vincitore dell'Invention Test può scegliere i componenti della propria squadra, di cui sarà capitano, e i piatti da preparare; l'altra squadra è formata dai concorrenti rimasti e il capitano viene autoeletto oppure è il secondo classificato o l'eventuale secondo vincitore dell'Invention Test. I giudici decretano la squadra migliore, valutando i piatti, la capacità dei concorrenti di gestire il proprio lavoro ed il parere dei commensali (ai quali viene in genere chiesto di esprimere una preferenza tra le due squadre) sui piatti. Solo nella quinta edizione i giudici potevano salvare alcuni componenti di spicco della squadra perdente.
- Pressure Test: i concorrenti della squadra che ha perso la Prova in Esterna indossano un grembiule nero e sono sottoposti a una o più prove di carattere variabile, caratterizzate dal dover lavorare sotto pressione, cioè con elevato livello di difficoltà e poco tempo a disposizione. In genere nel Pressure Test viene richiesto di cucinare piatti molto rapidamente o con pochi o insoliti ingredienti a disposizione, oppure dimostrare specifiche abilità culinarie (ad esempio sfilettare un pesce o cuocere un uovo) o indovinare il nome del maggior numero di ingredienti o combinazioni di ingredienti tra quelli proposti (assaggiandoli o semplicemente osservandoli). Al termine del Pressure Test possono avvenire una o più eliminazioni oppure si può procedere al Duello.
- Duello: se previsto, il concorrente peggiore dell'Invention Test e quello peggiore del Pressure Test oppure i due concorrenti peggiori del Pressure Test si sfidano in una prova molto impegnativa con un tempo a disposizione molto scarso, al termine della quale uno dei due viene eliminato.
- Skill Test: presente dalla nona edizione ed alternato nelle puntate alla sequenza di Prova in Esterna e Pressure Test, prevede che i concorrenti debbano sostenere un esame a sorpresa su una specifica abilità, suddiviso in tre step, ognuno assegnato a un giudice, dove il peggiore viene eliminato.
- Golden Mystery Box: i concorrenti devono realizzare un piatto usando tutti o alcuni tra gli ingredienti trovati dentro ad una scatola, spesso con imprevisti e regole aggiuntive che rendono il tutto più difficoltoso, riguardanti la particolare tecnica di cottura oppure l'obbligatorietà o la proibizione dell'uso di un particolare ingrediente o attrezzo. I giudici, al termine della prova, passano tra le postazioni ad osservare i piatti e poi assaggiano i piatti migliori, di solito più di 3. I vincitori salgono in balconata e accedono direttamente alla prova in esterna o allo Skill Test successivo.
- Black Mystery Box: i concorrenti devono realizzare un piatto usando tutti o alcuni tra gli ingredienti trovati dentro ad una scatola, spesso con imprevisti e regole aggiuntive che rendono il tutto più difficoltoso, riguardanti la particolare tecnica di cottura oppure l'obbligatorietà o la proibizione dell'uso di un particolare ingrediente o attrezzo. I giudici, al termine della prova, passano tra le postazioni ad osservare i piatti e il concorrente vincitore riceve una lezione al Magazine di MasterChef. Successivamente i giudici chiamano dei piatti peggiori, e i 3 peggiori affronteranno un Pressure Test.
- Stress Test: introdotta nella tredicesima edizione, i concorrenti devono sostenere un esame di abilità in 10 minuti di tempo, per dimostrare di essere in grado di lavorare sotto pressione. La prova è guidata da uno chef “ombra” la cui identità viene rivelata poco prima dell’inizio della prova.

## Giudici
| Giuria                  | Edizioni | Edizioni | Edizioni | Edizioni | Edizioni | Edizioni | Edizioni | Edizioni | Edizioni | Edizioni | Edizioni | Edizioni | Edizioni | Edizioni | Totale |
| Giuria                  | 1ª       | 2ª       | 3ª       | 4ª       | 5ª       | 6ª       | 7ª       | 8ª       | 9ª       | 10ª      | 11ª      | 12ª      | 13ª      | 14ª      | Totale |
| ----------------------- | -------- | -------- | -------- | -------- | -------- | -------- | -------- | -------- | -------- | -------- | -------- | -------- | -------- | -------- | ------ |
| Bruno Barbieri          |          |          |          |          |          |          |          |          |          |          |          |          |          |          | 14     |
| Joe Bastianich          |          |          |          |          |          |          |          |          |          |          |          |          |          |          | 8      |
| Carlo Cracco            |          |          |          |          |          |          |          |          |          |          |          |          |          |          | 6      |
| Antonino Cannavacciuolo |          |          |          |          |          |          |          |          |          |          |          |          |          |          | 10     |
| Antonia Klugmann        |          |          |          |          |          |          |          |          |          |          |          |          |          |          | 1      |
| Giorgio Locatelli       |          |          |          |          |          |          |          |          |          |          |          |          |          |          | 7      |

## Edizioni
| Edizione | Emittenti | Emittenti | Emittenti | Periodo           | Periodo          | Episodi | Giudici        | Giudici           | Giudici                 | Giudici        | Concorrenti | Vincitori           |
| Edizione | Prima TV  | Repliche  | Repliche  | Inizio            | Fine             | Episodi | Giudici        | Giudici           | Giudici                 | Giudici        | Concorrenti | Vincitori           |
| -------- | --------- | --------- | --------- | ----------------- | ---------------- | ------- | -------------- | ----------------- | ----------------------- | -------------- | ----------- | ------------------- |
| 1ª       | Cielo     | Sky Uno   | —         | 21 settembre 2011 | 7 dicembre 2011  | 24      | Bruno Barbieri | Carlo Cracco      | Non presente            | Joe Bastianich | 18          | Spyros Theodoridis  |
| 2ª       | Sky Uno   | Cielo     | —         | 13 dicembre 2012  | 21 febbraio 2013 | 22      | Bruno Barbieri | Carlo Cracco      | Non presente            | Joe Bastianich | 18          | Tiziana Stefanelli  |
| 3ª       | Sky Uno   | Cielo     | —         | 19 dicembre 2013  | 6 marzo 2014     | 24      | Bruno Barbieri | Carlo Cracco      | Non presente            | Joe Bastianich | 20          | Federico Ferrero    |
| 4ª       | Sky Uno   | Cielo     | —         | 18 dicembre 2014  | 5 marzo 2015     | 24      | Bruno Barbieri | Carlo Cracco      | Non presente            | Joe Bastianich | 20          | Stefano Callegaro   |
| 5ª       | Sky Uno   | Cielo     | TV8       | 17 dicembre 2015  | 3 marzo 2016     | 24      | Bruno Barbieri | Carlo Cracco      | Antonino Cannavacciuolo | Joe Bastianich | 20          | Erica Liverani      |
| 6ª       | Sky Uno   | Cielo     | TV8       | 22 dicembre 2016  | 9 marzo 2017     | 24      | Bruno Barbieri | Carlo Cracco      | Antonino Cannavacciuolo | Joe Bastianich | 20          | Valerio Braschi     |
| 7ª       | Sky Uno   | Cielo     | TV8       | 21 dicembre 2017  | 8 marzo 2018     | 24      | Bruno Barbieri | Antonia Klugmann  | Antonino Cannavacciuolo | Joe Bastianich | 22          | Simone Scipioni     |
| 8ª       | Sky Uno   | Cielo     | TV8       | 17 gennaio 2019   | 4 aprile 2019    | 24      | Bruno Barbieri | Giorgio Locatelli | Antonino Cannavacciuolo | Joe Bastianich | 20          | Valeria Raciti      |
| 9ª       | Sky Uno   | Cielo     | TV8       | 19 dicembre 2019  | 5 marzo 2020     | 24      | Bruno Barbieri | Giorgio Locatelli | Antonino Cannavacciuolo | Non presente   | 20          | Antonio Lorenzon    |
| 10ª      | Sky Uno   | Cielo     | TV8       | 17 dicembre 2020  | 4 marzo 2021     | 24      | Bruno Barbieri | Giorgio Locatelli | Antonino Cannavacciuolo | Non presente   | 21          | Francesco Aquila    |
| 11ª      | Sky Uno   | Cielo     | TV8       | 16 dicembre 2021  | 3 marzo 2022     | 24      | Bruno Barbieri | Giorgio Locatelli | Antonino Cannavacciuolo | Non presente   | 20          | Tracy Eboigbodin    |
| 12ª      | Sky Uno   | Cielo     | TV8       | 15 dicembre 2022  | 2 marzo 2023     | 24      | Bruno Barbieri | Giorgio Locatelli | Antonino Cannavacciuolo | Non presente   | 20          | Edoardo Franco      |
| 13ª      | Sky Uno   | Cielo     | TV8       | 14 dicembre 2023  | 29 febbraio 2024 | 24      | Bruno Barbieri | Giorgio Locatelli | Antonino Cannavacciuolo | Non presente   | 20          | Eleonora Riso       |
| 14ª      | Sky Uno   | —         | —         | 12 dicembre 2024  | 27 febbraio 2025 | 24      | Bruno Barbieri | Giorgio Locatelli | Antonino Cannavacciuolo | Non presente   | 20          | Yi Lan "Anna" Zhang |

### Prima edizione (2011)
La prima stagione della versione italiana del programma televisivo MasterChef Italia è andata in onda dal 21 settembre al 7 dicembre 2011 su Cielo, diventando ad oggi l'unica delle edizioni ad essere interamente trasmessa in prima TV assoluta in chiaro, e ha visto uscire vincitore Spyros Theodoridis, 37 anni, impiegato di Modena di origine greca. Il 21 e il 28 dicembre sono state mandate in onda due speciali puntate dedicate ai retroscena e ai commenti dei protagonisti.

### Seconda edizione (2012-2013)
A febbraio 2012 Sky Italia ha aperto i casting per la seconda edizione.
Vincitrice della seconda edizione è l'avvocata di Roma Tiziana Stefanelli, di 41 anni. A differenza della precedente edizione, la prima visione assoluta è andata in onda su Sky Uno dal 13 dicembre 2012 al 21 febbraio 2013, venendo poi replicata in chiaro su Cielo a partire dal successivo 19 marzo. Nei giorni 19, 20 e 21 novembre 2012 alle 15:40 sono andati in onda tre speciali introduttivi dedicati ai giudici: Joe Bastianich: Affari di famiglia, Carlo Cracco: La quadratura dell'uovo e Bruno Barbieri: Chef a 7 stelle.

### Terza edizione (2013-2014)
A febbraio 2013 sono stati aperti i casting per la terza edizione. La gara è iniziata il 19 dicembre 2013 e si è conclusa il 6 marzo 2014. Il vincitore della terza edizione è Federico Francesco Ferrero, 39 anni, medico nutrizionista di Torino. Rispetto alle altre due edizioni il vincitore è stato proclamato in diretta ai Magazzini Generali di Milano. La replica in chiaro di questa edizione è stata trasmessa su Cielo dal 16 settembre al 2 dicembre 2014.

### Quarta edizione (2014-2015)
A febbraio 2014 sono stati aperti i casting per la quarta stagione del talent show. La gara è iniziata il 18 dicembre 2014 ed è terminata il 5 marzo 2015. Il vincitore della quarta edizione, il cui nome è sfuggito ai media prima del termine del programma, è Stefano Callegaro, 43 anni, agente immobiliare di Adria (RO). La replica in chiaro di questa edizione è stata trasmessa su Cielo dal 15 settembre al 1º dicembre 2015.

### Quinta edizione (2015-2016)
A febbraio 2015 sono stati aperti i casting per la quinta stagione del talent, la gara poi è iniziata il 17 dicembre 2015 e si è conclusa il 3 marzo 2016. Da questa edizione i giudici da tre diventano quattro, con lo chef Antonino Cannavacciuolo che entra a far parte della giuria. Il vincitore della quinta edizione è Erica Liverani, 30 anni, fisioterapista di Ravenna. La replica in chiaro di questa edizione è stata trasmessa su TV8 dal 4 settembre al 20 novembre 2016.

### Sesta edizione (2016-2017)
A febbraio 2016 si sono aperti i casting per la sesta stagione del talent show. La prima puntata delle audizioni è stata registrata il 27 aprile 2016 presso la stazione Centrale di Milano, il resto dell'edizione nel classico studio. La gara è iniziata giovedì 22 dicembre 2016 su Sky Uno e si è conclusa giovedì 9 marzo 2017. Il vincitore di questa edizione è Valerio Braschi, studente di liceo scientifico di Santarcangelo di Romagna (RN) di 18 anni, che è ad oggi il concorrente ed il vincitore più giovane del programma. La replica in chiaro di questa edizione è stata trasmessa su TV8 dal 27 agosto al 12 novembre 2017.

### Settima edizione (2017-2018)
A febbraio 2017 si sono aperti i casting per la settima stagione del talent show. La novità di questa stagione è l'ingresso nella giuria della chef Antonia Klugmann, che sostituisce il collega Carlo Cracco. La gara è iniziata giovedì 21 dicembre 2017 su Sky Uno. La puntata finale è andata in onda giovedì 8 marzo 2018 e si è conclusa con la vittoria di Simone Scipioni, 20 anni, studente di scienze dell'alimentazione di Montecosaro (MC). La replica in chiaro di questa edizione è stata trasmessa su TV8 dal 4 settembre al 20 novembre 2018.

### Ottava edizione (2019)
A febbraio 2018 si sono aperti i casting per l'ottava edizione del talent show. La novità di questa stagione è l'ingresso nella giuria dello chef Giorgio Locatelli, che sostituisce Antonia Klugmann. È andata in onda su Sky Uno dal 17 gennaio al 4 aprile 2019. La vincitrice dell'ottava edizione è Valeria Raciti, 31 anni, segretaria di Aci Sant'Antonio. La replica in chiaro di questa edizione è stata trasmessa su TV8 dal 25 ottobre 2019 al 10 gennaio 2020.

### Nona edizione (2019-2020)
A marzo 2019 si sono aperti i casting per la nona edizione del talent show. Da questa edizione il ristoratore Joe Bastianich lascia il programma, che torna così ad avere solo tre giudici, gli chef Barbieri, Cannavacciuolo e Locatelli. È andata in onda dal 19 dicembre 2019 al 5 marzo 2020 su Sky Uno. Il vincitore della nona edizione è Antonio Lorenzon, 43 anni, direttore artistico di Bassano del Grappa. La replica in chiaro di questa edizione è stata trasmessa su TV8 dal 6 settembre al 22 novembre 2020.

### Decima edizione (2020-2021)
A febbraio 2020 si sono aperti i casting per la decima edizione del talent show. Confermato il terzetto dei giudici composto da Bruno Barbieri, Antonino Cannavacciuolo e Giorgio Locatelli. È andata in onda dal 17 dicembre 2020 al 4 marzo 2021 su Sky Uno. Il vincitore di questa edizione è stato Francesco Aquila, 34 anni, maître di Bellaria Igea Marina. La replica in chiaro di questa edizione è stata trasmessa su TV8 dal 29 agosto al 5 dicembre 2021.

### Undicesima edizione (2021-2022)
A marzo 2021 si sono aperti i casting per l'undicesima edizione del talent show. Confermato anche per quest'edizione il terzetto di giudici composto da Bruno Barbieri, Antonino Cannavacciuolo e Giorgio Locatelli. È andata in onda dal 16 dicembre 2021 al 3 marzo 2022 su Sky Uno. La vincitrice di questa edizione è stata Tracy Eboigbodin, 28 anni, cameriera di Verona originaria della Nigeria. La prima replica di questa edizione è stata trasmessa su TV8 dal 30 settembre al 16 dicembre 2022.

### Dodicesima edizione (2022-2023)
A marzo 2022 si sono aperti i casting per la dodicesima edizione del talent show. Confermato anche per quest'edizione il terzetto di giudici composto da Bruno Barbieri, Antonino Cannavacciuolo e Giorgio Locatelli. È andata in onda dal 15 dicembre 2022 al 2 marzo 2023 su Sky Uno. Il vincitore di questa edizione è stato Edoardo Franco, 26 anni, disoccupato di Varese. La prima replica di questa edizione è stata trasmessa su TV8 dal 15 marzo al 24 maggio 2024.

### Tredicesima edizione (2023-2024)
A marzo 2023 si sono aperti i casting per la tredicesima edizione del talent show. Confermato anche per quest'edizione il terzetto di giudici composto da Bruno Barbieri, Antonino Cannavacciuolo e Giorgio Locatelli. È andata in onda dal 14 dicembre 2023 al 29 febbraio 2024 su Sky Uno. La vincitrice di questa edizione è stata Eleonora Riso, 27 anni, cameriera di Livorno. La prima replica di questa edizione sarà trasmessa su TV8 dal 7 marzo al 23 maggio 2025.

### Quattordicesima edizione (2024-2025)
A marzo 2024 si sono aperti i casting per la quattordicesima edizione del talent show. Confermato anche per quest'edizione il terzetto di giudici composto da Bruno Barbieri, Antonino Cannavacciuolo e Giorgio Locatelli. È andata in onda dal 12 dicembre 2024 al 27 febbraio 2025 su Sky Uno. La vincitrice è stata Yi Lan "Anna" Zhang, 32 anni, consulente di moda di Milano.

## Audience
| Edizione | Anno      | Stagione          | Programmazione | Programmazione | Programmazione | Programmazione | Programmazione | Programmazione | Programmazione | Telespettatori | Share | Premiere       | Premiere | Finale         | Finale |
| Edizione | Anno      | Stagione          | L              | M              | M              | G              | V              | S              | D              | Telespettatori | Share | Telespettatori | Share    | Telespettatori | Share  |
| -------- | --------- | ----------------- | -------------- | -------------- | -------------- | -------------- | -------------- | -------------- | -------------- | -------------- | ----- | -------------- | -------- | -------------- | ------ |
| 1ª       | 2011      | autunno           |                |                |                |                |                |                |                | 349 000        | 2,16% | 124 000        | 0,50%    | 702 732        | 2,60%  |
| 2ª       | 2012-2013 | autunno-inverno   |                |                | 677 000        | 2,63%          | 463 454        | 1,46%          | 1 044 643      | 4,23%          |       |                |          |                |        |
| 3ª       | 2013-2014 | autunno-inverno   | 1 007 000      | 3,52%          | 730 457        | 2,33%          | 1 430 080      | 5,18%          |                |                |       |                |          |                |        |
| 4ª       | 2014-2015 | autunno-inverno   | 1 145 000      | 3,79%          | 1 051 841      | 3,30%          | 1 462 763      | 4,87%          |                |                |       |                |          |                |        |
| 5ª       | 2015-2016 | autunno-inverno   | 1 191 000      | 4,16%          | 1 035 709      | 3,95%          | 1 398 000      | 5,81%          |                |                |       |                |          |                |        |
| 6ª       | 2016-2017 | inverno           | 1 285 000      | 5,07%          | 827 000        | 3,20%          | 1 517 000      | 7,00%          |                |                |       |                |          |                |        |
| 7ª       | 2017-2018 | inverno           | 932 000        | 3,81%          | 761 000        | 3,00%          | 958 000        | 4,60%          |                |                |       |                |          |                |        |
| 8ª       | 2019      | inverno-primavera | 753 000        | 3,28%          | 917 000        | 3,60%          | 989 000        | 4,90%          |                |                |       |                |          |                |        |
| 9ª       | 2019-2020 | autunno-inverno   | 785 000        | 3,35%          | 743 000        | 3,20%          | 1 107 000      | 5,10%          |                |                |       |                |          |                |        |
| 10ª      | 2020-2021 | autunno-inverno   | 922 000        | 3,73%          | 1 000 000      | 3,80%          | 964 000        | 4,43%          |                |                |       |                |          |                |        |
| 11ª      | 2021-2022 | autunno-inverno   | 715 000        | 3,10%          | 702 000        | 3,00%          | 714 000        | 3,90%          |                |                |       |                |          |                |        |
| 12ª      | 2022-2023 | autunno-inverno   | 806 000        | 3,70%          | 661 000        | 3,40%          | 956 000        | 6,10%          |                |                |       |                |          |                |        |
| 13ª      | 2023-2024 | autunno-inverno   | 811 000        | 3,89%          | 888 000        | 3,70%          | 1 061 000      | 4,90%          |                |                |       |                |          |                |        |
| 14ª      | 2024-2025 | autunno-inverno   | 826 000        | 4,30%          | 1 006 000      | 4,20%          | 957 000        | 6,60%          |                |                |       |                |          |                |        |

## Spin-off

### Junior MasterChef Italia
Il 16 aprile 2013 viene annunciata la versione italiana di Junior MasterChef, lo spin-off di MasterChef dove partecipano bambini tra gli 8 e i 13 anni. I casting sono iniziati il 17 aprile 2013. I giudici erano gli chef Bruno Barbieri e Alessandro Borghese, affiancati, per le prime due edizioni, dalla chef Lidia Bastianich, madre del ristoratore Joe, in seguito sostituita dallo chef Gennaro Esposito. Sono state realizzate tre edizioni.

### Celebrity MasterChef Italia
Il 9 settembre 2016 viene annunciata la versione italiana di Celebrity Masterchef, lo spin-off di Masterchef dove partecipano 12 concorrenti del mondo dello sport, intrattenimento e giornalismo. I giudici sono Bruno Barbieri, Joe Bastianich ed Antonino Cannavacciuolo. La prima edizione è iniziata il 16 marzo 2017, trasmessa su Sky Uno ed è terminata il 6 aprile 2017. La seconda edizione è iniziata il 15 marzo 2018 ed è terminata il 5 aprile 2018.

### MasterChef All Stars Italia
ll 1º giugno 2018 viene annunciata la versione italiana di MasterChef All Stars lo spin-off di MasterChef dove parteciperanno 16 tra i più talentuosi ex concorrenti delle sette edizioni fin qui disputate. Il 21 giugno sono stati annunciati i 16 concorrenti che formeranno il cast. I giudici sono Bruno Barbieri e Antonino Cannavacciuolo, affiancati in ogni serata da un giudice ospite scelto a rotazione tra Joe Bastianich, Antonia Klugmann, Iginio Massari e Giorgio Locatelli. È stata trasmessa su Sky Uno dal 20 dicembre 2018 al 10 gennaio 2019. È stata replicata su TV8 dal 27 marzo al 17 aprile 2019.

## Parodie
- Il programma Gli Sgommati ha dedicato due parodie del programma: nella prima, esso diventa PremierChef e a giudicare i piatti dei politici c'è Bruno Barbieri in persona; nella seconda, i tre giudici diventano pupazzi dello spazio comico e continuano a svolgere il loro ruolo.
- Il comico Maurizio Crozza, all'interno di Crozza nel Paese delle Meraviglie, ha più volte messo in scena uno sketch parodistico del programma intitolato BastardChef. In esso, il comico genovese interpreta il ruolo del giudice che deve assaggiare i piatti dei concorrenti, trovandoli sempre molto scarsi e rimproverando aspramente gli aspiranti cuochi. Il personaggio di Crozza condensa in sé caratteristiche dei giudici di MasterChef delle prime quattro stagioni (Barbieri, Bastianich e Cracco), calcando soprattutto espressioni del giudice italo-americano.
- Il duo comico Gigi e Ross nella trasmissione Made in Sud su Rai 2 imitano i due chef Carlo Cracco e Bruno Barbieri nella parodia chiamata MastroChef. I due comici giudicano in maniera ironica i piatti che stanno assaggiando.
- Nel programma estivo Paperissima Sprint su Canale 5 i tre giudici Bastianich, Barbieri e Cracco vengono imitati nella parodia chiamata MasterSchif rispettivamente dal Gabibbo, da Giorgia Palmas e da Vittorio Brumotti.
- In GialappaShow, vi è la parodia MonsterChef.